# Zdeněk Godla
Zdeněk Godla ( Chomutov, 25 de mayo de 1975 )  ) es un actor checo de etnia gitana.

## Biografía
Comenzó a actuar por casualidad mientras hacía el servicio comunitario en la localidad de Chomutov. Tras realizar un casting para la película Cesta ven en 2014, consiguió el papel. Atrajo la atención del director Petr Václav, quien posteriormente lo eligió para otras películas (Nunca estamos solos, Skokan).
Ha interpretado el papel del basurero romaní Franta en la serie Most! (2019), producida por Česká televize.

## Filmografía
- Cesta ven (La salida, 2014) … Štefan
- Nunca estamos solos (2016)... proxeneta Milan
- Skokan (2016)... un ex proxeneta
- Most! (serie de televisión, 2019) … Franta
- Rapl (serie de televisión, 2019, episodio Echt gold ) ... ladrón Varga
- Oficina en el jardín de rosas 2 (serie de televisión, 2019) ... Ludva, hermano de Bob Švarek
- La felicidad es algo hermoso (2020)
- El caso del muerto (2020)… portero
- Marco (2021) ... Zola
- Il Boemo (2022)... el jugador de cartas
- Bastardos 4: La solución (2023) … Ivan
- Inválida (2023) … Gabo Angalaj